# San Pedro de los Metates
San Pedro de los Metates es una localidad mexicana de 2,048 habitantes situada en el municipio de Acambay, Estado de México.

## Actividades
San Pedro de los Metates es una población que pertenece al municipio de Acambay, dentro del Estado de México. San Pedro de los Metates tiene una población total de 2,048, de los cuales 1,073 son mujeres y 975 son hombres. Ubicado al noroeste del estado, sus coordenadas geográficas son 19º 53’ 44” Norte y 99° 51’ 33” Oeste. Aunque la mayoría de la gente habla español, existen aún personas que hablan otomí.
San Pedro de los Metates es reconocida por ser una comunidad donde se continúa la elaboración de molcajetes, metates y otras artesanías hechas con piedra volcánica (basalto). Otro aspecto importante, San Pedro de los Metates forma parte de la ruta de Hidalgo. Para conmemorar tal hecho, existe la estela de un cabeza de águila, la cual forma parte de otras que indican la ruta por años estuvo en el suelo, sin embargo en 2013 fue rescatada y puesta sobre una base aunque erróneamente en dirección hacia el sur en lugar del norte que fue la ruta que siguió Miguel Hidalgo previamente a su derrota en Aculco frente el ejército realista. 
En otras actividades, la agricultura, la siembra de maíz ha disminuido drásticamente aunque el uso de invernaderos ha impulsado la siembra de jitomate, de forma orgánica al igual que la producción de frijol, nopal, fresa incluso hongos (setas).
Además se mantiene una forma tradicional de hacer la cosas, adaptando la modernidad a esos procesos. La cocina mantiene el uso de molcajetes, comales y en ocasiones el empleo de leña o carbón, destacando las tortillas de hechas a mano, es curioso porque en la población no existen tortillerías donde se utilice máquina. También la crianza de animales como guajolotes, gallinas, borregos, vacas y conejos, ya sea para la venta o consumo propio. Podemos encontrar árboles de peras, ciruela, limón, como nopaleras con tuna morada, blanca y en ocasiones naranja, hasta maguey con lo cual se elabora la bebida pulque.
San Pedro de los Metates tiene su principal festividad el día 29 de junio, día en que se celebra al santo del pueblo, San Pedro. En esa fecha se reúnen varias comunidades de Acambay, Atlacomulco y otras regiones cercanas, cada uno con su respectivo santo. Después de la ceremonia religiosa, personas elegidas por el pueblo, llamadas "Mayordomo", son los encargados de dar alimento a los participantes y visitantes. Las festividades termina con la exhibición de fuegos pirotécnicos.